# Engels rugbyteam (mannen)

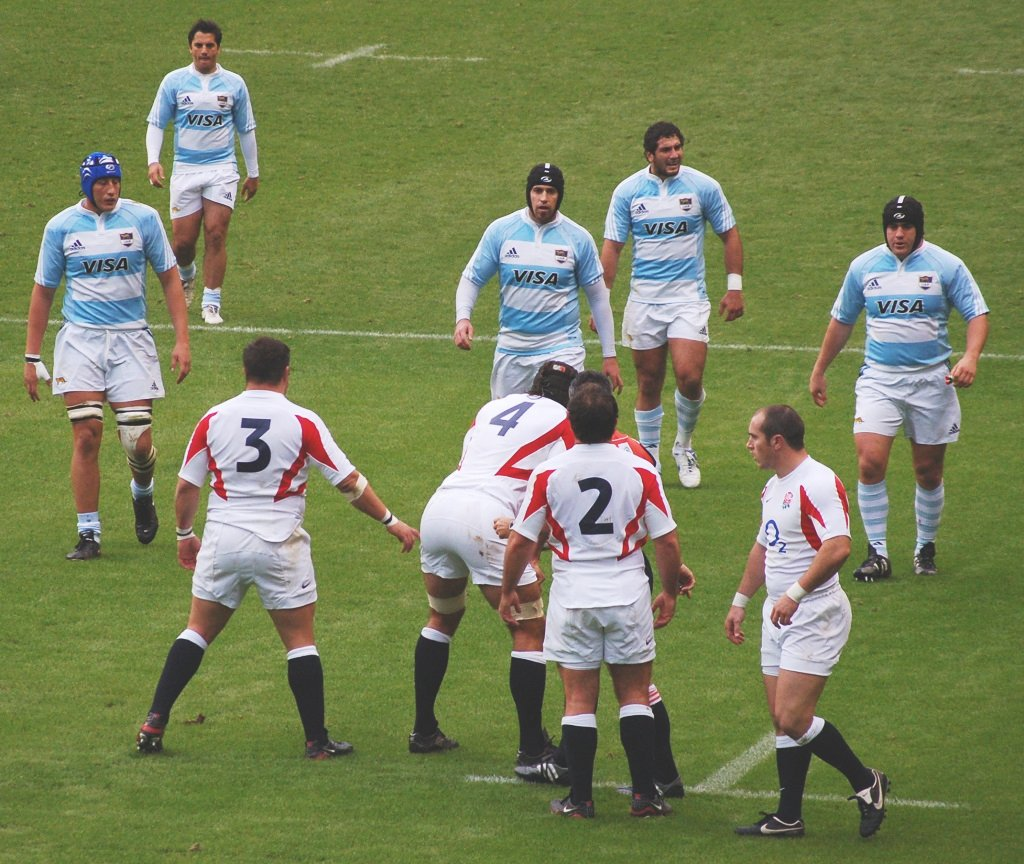
Het Engels rugbyteam in een wedstrijd tegen Argentinië in 2006

Het Engels rugbyteam is een team van rugbyers dat Engeland vertegenwoordigt in internationale wedstrijden.
Engeland is een van de beste rugbylanden ter wereld en speelt jaarlijks in het Zeslandentoernooi. Dit toernooi hebben ze reeds 39 keer gewonnen, een record. Hiernaast hebben ze aan elke editie van het wereldkampioenschap rugby meegedaan. In 1991 verloren ze in Twickenham de finale met 12-6 van Australië. In 2003, toen het toernooi door Australië werd georganiseerd, wonnen ze de finale met 20-17 van het gastland. Dit gebeurde met een dropgoal van Jonny Wilkinson in extra tijd, met nog 21 seconden op de klok. Ook in 2007 en 2019 haalde Engeland de finale, die evenwel telkens verloren ging.

## Geschiedenis

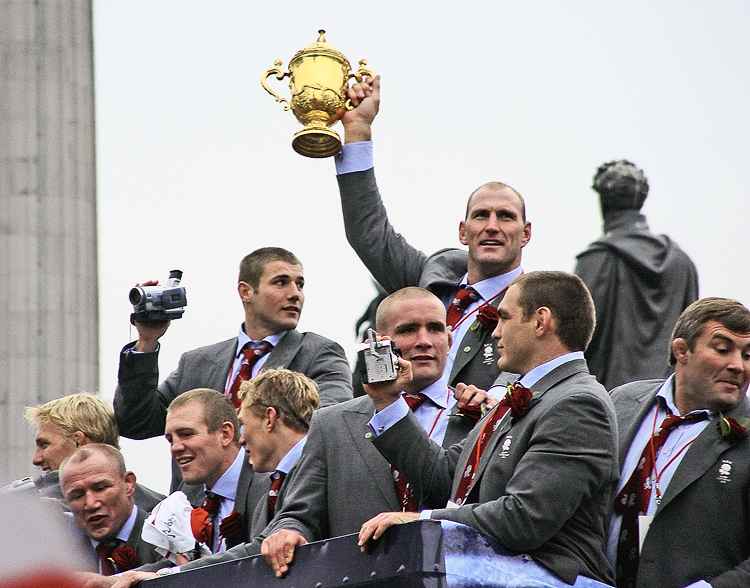
Het Engels rugbyteam als wereldkampioen in 2003

De eerste interland van Engeland was ook de eerste rugbyinterland ooit. Op 27 maart 1871 verloor Engeland met 4-1 van Schotland in Edinburgh. In 1883 won Engeland de eerste editie van het (toenmalige) Vierlandentoernooi. Rond de eeuwwisseling ging het wat minder met het Engelse rugby, maar toen in 1910 Frankrijk ook mee ging doen, begon Engeland weer goed te spelen en wisten zodoende vaak het zeslandentoernooi op hun naam te schrijven. In 1936 wist Engeland ook te winnen van Nieuw-Zeeland. In Twickenham werden de All Blacks met 13-0 verslagen, wat nog altijd de grootste overwinning van Engeland op Nieuw-Zeeland is.
Ook in het interbellum wist Engeland zijn goede prestaties door te zetten en won het vaak. In de jaren 50 wist het Engelse rugbyteam het Vijflandentoernooi vier keer te winnen. Maar hierna ging het steeds minder met Engeland. In de periode 1964-1990 wist Engeland maar twee keer het Vijflandentoernooi op zijn naam te schrijven. Sinds Engelands grand slams van 1991 en 1992 is het land weer lid van de wereldtop. Dit kwam zeker tot uiting op de wereldkampioenschappen. In 1991 werd Engeland als gastheer nog tweede, maar in 2003 werden ze wereldkampioen. In 2007 en 2019 verloor het de finale.

## Tenue
Engeland speelt in witte shirts en broeken en met donkerblauwe kousen. Op het shirt staat een embleem met een rode roos. Dit in tegenstelling tot het nationale voetbal- en cricketteam, zij hebben drie leeuwen als embleem.

## Twickenham
Engeland speelt al zijn thuiswedstrijden in Twickenham Stadium. Tot 1910 gebruikte de Engelse rugbybond verschillende stadions om de interlands in te spelen. Maar na uitverkochte wedstrijden in Crystal Palace tegen Nieuw-Zeeland in 1905 en Zuid-Afrika in 1906 zag de bond in dat een eigen stadion handig zou zijn. De bond besloot om een stuk grond van vier hectare te kopen in Twickenham, een wijk in het zuidwesten van Londen. De eerste interland in het nieuwe stadion was die tussen Engeland en Wales op 15 januari 1910. Engeland won deze wedstrijd met 11-6, waarmee ze voor het eerst sinds 1898 Wales versloegen. In de loop van de jaren werd het stadion steeds verder uitgebreid. De laatste renovatie was in 2006, toen de zuidtribune opnieuw werd gebouwd. Het stadion heeft een capaciteit van 82.000 en is daarmee het grootste stadion van Engeland na Wembley.

## Wereldkampioenschappen
Engeland heeft aan elk wereldkampioenschap deelgenomen.
- WK 1987: kwartfinale
- WK 1991: tweede
- WK 1995: vierde
- WK 1999: kwartfinale
- WK 2003: wereldkampioen
- WK 2007: tweede
- WK 2011: kwartfinale
- WK 2015: eerste ronde
- WK 2019: tweede